# Смаридовые
[[Категория:Животные по алфавиту]]
Смаридовые (лат. Centracanthidae) — ранее выделявшееся семейство морских лучепёрых рыб из надсемейства окунеподобных (Percoidea) отряда окунеобразных. Согласно последней классификации рыб, данное семейство не выделяется, а принадлежавшие ему 2 рода отнесены к семейству спаровых (Sparidae). Представители этих двух родов распространены в восточной части Атлантического океана.

## Описание
Небольшие рыбы длиной 15—25 см, максимальная длина тела до 38 см (Spicara axillaris). Удлинённое сжатое с боков тело покрыто ктеноидной чешуёй.
Один длинный спинной плавник с 11—13 жёсткими колючими лучами и 9—17 мягкими лучами. В коротком анальном плавнике 3 колючих и 9—16 мягких лучей. Брюшной плавник с 1 колючим и 5 мягкими лучами, в основании имеется хорошо выраженная чешуйчатая лопастинка. Хвостовой плавник выемчатый. Верхняя челюсть выдвижная. Зубы мелкие или отсутствуют.
Большинство видов смаридовых являются протогиническими гермафродитами. В начале жизненного цикла все особи представлены исключительно самками, а по мере роста превращаются в самцов.

## Ареал
Распространены в восточной части Атлантического океана от прибрежных вод Португалии до южной Африки. Несколько видов обитают в Чёрном и Средиземном морях. Один из видов (Spicara axillaris) встречается только у побережья ЮАР от Кейптауна до Квазулу-Натал.

## Хозяйственное значение
Мировые уловы в 1990-е годы достигали 21,9 тыс. тонн. Наибольший вылов приходится на Средиземное море.